# 2006年のホワイトハウス記者協会主催夕食会のスティーヴン・コルベア

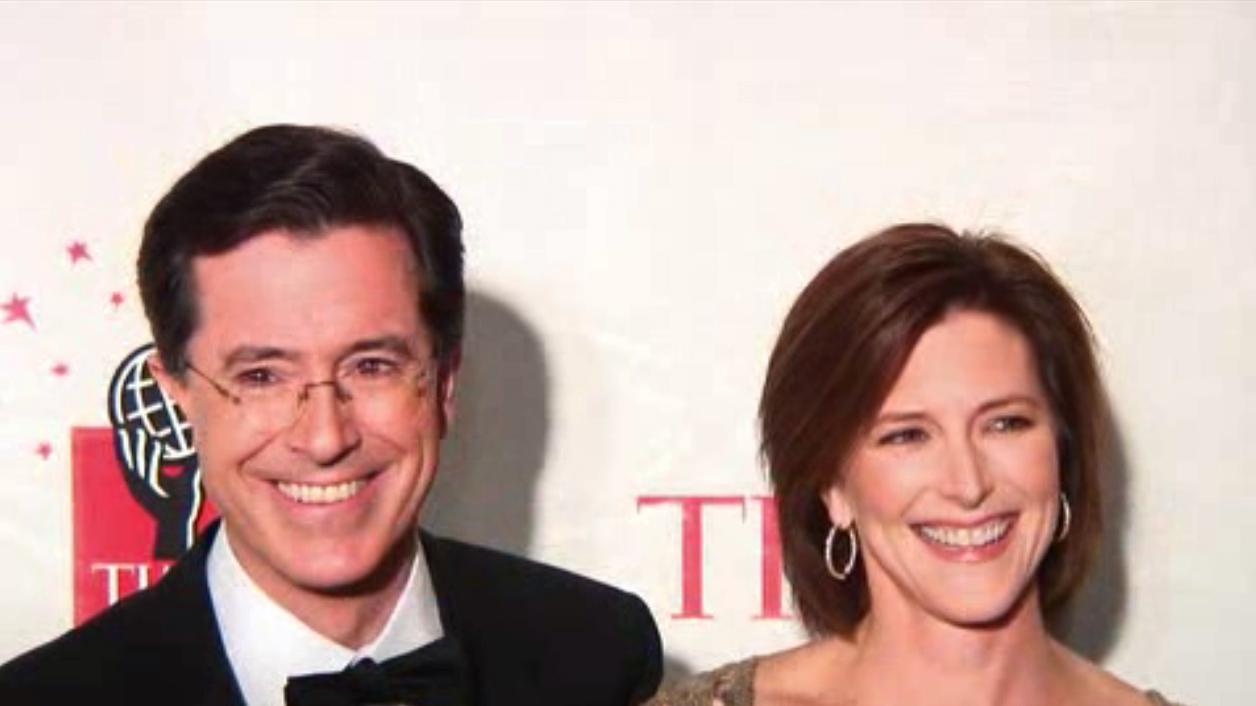
タイム誌の「世界で最も影響力のある100人」の授賞式に出席したスティーヴン・コルベアと妻のイブリン・マギー＝コルベア（2006年）

2006年4月29日、アメリカ人コメディアンのスティーヴン・コルベアはワシントンD.C.のヒルトンホテルで開かれたホワイトハウス記者協会の夕食会に招聘された。コルベアは出番になり紹介を受けると演壇に進み、16分間のスピーチと7分間のビデオ・プレゼンテーションを行った。彼のパフォーマンスは、ケーブルテレビ局のC-SPANとMSNBCのチャンネルで全米に生放送された。演壇は当時の大統領ジョージ・Ｗ・ブッシュの席のすぐそばにあり、数えきれないほどのセレブリティや政治家、政治記者の視線がそこに集まっていた。コルベアは、その場で当の大統領とマスコミに対して持ち前であるユーモアと強烈な風刺をこめた演説をふるい、たいへんな物議をかもした。このときの彼のスタイルは、ビル・オライリーやショーン・ハニティーのような保守派の論客のパロディであり、自分が出演するコメディ・セントラルのテレビ番組「コルベア・レポー」のキャラクターとしての「スティーヴン・コルベア」になりきるものであった。
コルベアのスピーチは、瞬く間にマスコミやインターネットで取り上げられ、センセーションを巻き起こした。そのユーモアや政治性の是非について様々に論じられただけでなく、この夕食会の模様が報じられる際に、彼のパフォーマンスがメディアによって隠蔽されかけたのではないかという疑惑も話題を呼んだ。タイム誌のジェームス・ポニーウジクは、このスピーチは好むと好まざるとにかかわらず「2006年を代表する政治的、文化的な判断力が試される問題」と語り、「ハイブリッドカーを運転するかどうか、『フリーダム・フライ』という言葉を使うかどうか」というテーマにも似ていると表現した。

## スピーチ
2006年4月29日、アメリカ人コメディアンのスティーヴン・コルベアはワシントンD.C.のヒルトンホテルで催されたホワイトハウス記者協会の夕食会に招待され、スピーチを行った。彼をこの場に招いたのは、ホワイトハウス記者団の団長マーク・スミスで彼は団長を辞任することになっていた。後にスミスは取材に対して、コルベアの芸風はほとんど知らなかったと語った。1983年以降、この夕食会では有名なスタンドアップ・コメディアンがパフォーマンスを披露することが恒例になっていた。過去には、チェビー・チェイスがジェラルド・フォードの不器用さを誇張してからかい（1975年）、リッチ・リトルはロナルド・レーガンと共演した（1981年）。
このときの夕食会に参加していた聴衆は、AP通信によれば「権力者とセレブの名鑑」にも例えられる豪華さであり、コルベアはその面前でいわゆるテーブルスピーチを行った。招待客は2,500人以上にもおよび、ファーストレディーのローラ・ブッシュ、アメリカ軍統合参謀本部議長のピーター・ペース、アメリカ司法長官のアルバートゴンザレス、駐米中国大使の周文重、AOLの共同創立者スティーブ・ケース、プロテニスプレイヤーでモデルのアンナ・クルニコワ、俳優のジョージ・クルーニーといったそうそうたる顔ぶれだった。コルベアはスピーチの中で何度となくブッシュ大統領に直接言及し、彼の外交政策やライフスタイル、信条を諷刺したほか、下降する支持率や評価もあげつらった。
彼のスタイルは、ビル・オライリーやショーン・ハニティーのような保守派の論客のパロディであり、自身が出演するコメディ・セントラルのテレビ番組「コルベア・レポート」のキャラクターとしての「スティーヴン・コルベア」になりきるものであった。彼はスピーチの最初に監視社会になりつつあるアメリカを皮肉って「どなたもご用がございましたら、テーブルの番号をゆっくり聞き取りやすい声で言っていただければ結構です。すぐに国家安全保障局の者が飲み物をお持ちします」と冗談を飛ばした。こうしたジョークは大半がブッシュ大統領や政治家に向けられたものだが、コルベアの舌鋒はその場にいあわせたジャーリストなどにも向けられた。スピーチはほぼ書き下ろしだったが、「トゥルーシネス」に関するモノローグなどは「コルベア・レポート」の初放送回からほとんどそのまま持ってきたパートで、この箇所でコルベアは言葉を頭ではなく「腹」で考えるものだといい、書物について「事実だらけで、心がない」とさげすんだ。こうしたパートは、一見ブッシュの思想に賛同するかのようなトーンになっており、自分とブッシュは「パソコンお助け隊の天才くんとは違います」と断りつつ、暗にブッシュが反知性主義的な立場をとろうとする姿勢を批判するものになっている。
こうしたイントロダクションによって自分の手の内をいくらか明らかにしながら、コルベアは「私はアメリカを信じています。存在することを信じています」といったナンセンスな「自分が拠って立つ信条」を並べ立てた。また中国からの部品調達（アウトソーシング）を当てこするとともに、イラク戦争にも言及して伝統的に「小さな政府」を理念とする共和党を皮肉った。「私は最良の統治を行う政府とは、最小の統治を行う政府だと信じています。この基準に照らしていえば、我々がイラクにつくった政府はとてつもなく素晴らしいものでした」。
そしてブッシュの支持率の低下に彼の矛先が向かった。
この間、世論調査が行われたと聞いています。彼の支持率は32パーセントだったということです。しかし我々のような人間は、そんな調査に興味はありません。どなたもこういう調査は、国民が現実に考えている事を反映した統計の寄せ集めに過ぎないという事はご存知のはずです。そしてこの現実というものには、リベラル派のバイアスがかかっているわけです...。皆様、コップが半分空だなどと表現する人間の話に耳を傾けるべきではございません。[...] 32パーセントということは、3分の2が空ですからね。しかし私としてはコップにはまだ水が入っているじゃないか、と言いたいわけです。まあだからといって私は飲まないですけどね。もう口をつけた3分の1って、反芻じゃないんですから

さらにブッシュを擁護する体で、空母エイブラハム・リンカーンの前で行ったブッシュのスピーチや、テロで倒壊したワールドトレードセンターの跡地やハリケーン・カトリーナで壊滅的被害を受けた町を訪問した時の様子を嘲った。
私は大統領を支持します。なぜ支持するのかといえば、状況に寄りそう男だからです。ただ彼はそばに立つだけでなく、その上に乗る男でもあります。航空母艦、瓦礫の山、洪水で流されたばかりの街並みなどに乗じるわけです。なんと頼もしいメッセージでしょう、アメリカに何が起ころうとこの国は必ず立ち直るさ、と。世界を見渡しても、これほど力のはいるやらせ写真の撮り頃はありません
そしてブッシュのエネルギー政策を揶揄するとともに、ローラ・ブッシュの読書支援を引き合いにして、本を読むことは「エリート主義」であると語ってブッシュの反知性主義を皮肉り、さらには夕食会の主催であるホワイトハウス記者団やマスコミ全体を強烈に批判した。
この5年間というもの、あなた方はたいへんお行儀がよかった。減税でも、大量破壊兵器でも、地球温暖化でもそうだった。我々アメリカ人は知りたくなかったし、あなた方もあえて解明しようとしないだけの節度はお持ちだったわけだ。[...]だからこう書くんでしょう。[...]「ああっ、政府はタイタニック号の水をザルで汲んでいる最中だ」と。まずですよ、これは例えにしても酷くはありませんか。この政権は、沈没中じゃない、飛翔中なんだ。それであれば、ヒンデンブルク号に水、と言うべきだ！
コルベアがホワイトハウス記者団も批判したのは、特に2003年のイラク侵攻をアメリカが主導したことについて、当時の政権を記者たちが問い詰める様がいかにも遠慮がちであったためだった。
でも、ちょっと待って、仕組みをチェックしてみましょう。どうなってるか再現しますよ。まず、大統領が何か決定する。彼は決定権者ですからね。そして報道官が決定事項を発表し、あなた方報道機関の人間がそれを清書する。行動、発表、清書。綴りをチェックしてもらって清書したら、お家に帰るわけですね。家族と再会です。嫁さんと愛の営みだ。そして頭のなかでこねくりまわした小説を書く。ほら、恐れを知らないワシントンの記者が果敢に政府と大立ち回りするやつだ。そう、フィクション！
スピーチの後半にはピーター・ペースやアントニン・スカリア、ジョン・マケイン、ジョー・ウィルソンなどにもジョークを飛ばし、ジェシー・ジャクソンにインタビューした時のことについて語りながら再び地球温暖化に言及している。「彼には何を聞いても大丈夫なんだけれど、自分が答えたいことだけ答えるうえにマイペースなんだ。まるで氷河とのボクシングだよ。おっと、この例えが成立するうちは楽しんでおいたほうがいい。孫の代になったら、氷河が何かわからなくなるからね」。
コルベアがスピーチしている間、会場の空気は冷え切っていた。スカリアのように自分のことが皮肉られているのに笑い転げる人もいるにはいたが、ありていにいえばコルベアがジョークをいう度に沈黙に包まれた会場につぶやき声が広がるだけだった。直前に行われた、ブッシュのものまねをするスィーブ・ブリッジスとブッシュ自身がやりあうコントが会場をおおいに沸かせたことを考えれれば、たいへんな落差であった。
最後に「オーディション」と称して、直前に辞職したスコット・マクラレンに代る新しいホワイトハウス報道官にコルベアが扮する会見映像が上映された。この動画は、実際の記者たちの厳しい質問と報道官コルベアの返答をつなぎあわせたコントだった。演壇には報道官コルベアが会見をコントロールするための「退場」「ギャノン」（やらせ質問をした疑惑をもたれている、かつてのホワイトハウス担当記者ジェフ・ギャノンのほのめかし）「ボリューム」のスイッチがあり、コルベアは最後のボタンでジャーナリストのディヴィッド・グレゴリーの決定的な質問をミュートにする。しかしついに質問責めに耐えかねて、コルベアは記者会見室から逃げ出すが、ブッシュ政権を声高に批判してきたヘレン・トーマスだけは彼を追いかけてくる。途中でコルベアは非常電話をかけてトーマスが「どうしてイラクへ侵攻したのか聞くのをやめてくれない」と説明するが、通信指令室は「いや、なんで本当にイラクへ侵攻したの？」と返答する。後半パートは「ウエストワールド」などのホラー映画にありがちな展開のパロディで、芝居がかった音楽が流れる中でトーマスがゆっくりと、着実にコルベアを追いかける。コルベアは時折「ノー！」と大声で叫ぶが、最後にはトーマスに捕まり、どこかに連れて行かれる。この動画は2006年3月2日の「コルベア・レポート」で放送されたほか、オンラインでも視聴可能である。
プレゼンテーションが終わった後で、ブッシュ大統領はコルベアと握手を交わしたが、彼の側近や支援者はスピーチの途中で席を立っており、大統領自身もかつての支援者の1人によれば「表情をみるかぎり、いまにも殴りかかろうとしていた」。コルベアの回想によればスピーチ中に「前列で笑っている人はそれほどいなかった」上に、「終わってから、自分と目を合わせようとする人は誰もいなかった...。あれだけの会場だったのに話しかけてきた人間もいなかった」。ただ一人アントニン・スカリアだけは後で彼のところにきて、最近自分が撮影されたばかりのしぐさの真似がよかったと褒めてきた。また俳優のハリー・レニックスも後で褒めてくれた、という。

## 初期のメディア報道と隠蔽疑惑

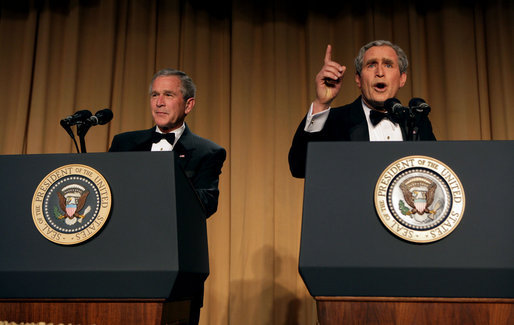
2006年の夕食会で共演したブッシュ大統領とものまねタレントのブリッジス

ケーブルチャンネルのC-SPANはこの夕食会を生放送し、その後の24時間で何度も再放送を行ったが、コルベアのスピーチはカットされていた。放送業界紙のエディター＆パブリッシャーは最初にコルベアのスピーチを報じた活字メディアで、彼のパフォーマンスがブッシュ家にとっては笑えない「辛辣だがコミカルな『賛辞』」であったと表現した。記事によれば、演壇と一続きになった主賓席の面々はスピーチのあいだ不愉快な顔をしており「おそらく、内容があまりにも手厳しいとか、あまりにも権力者にとっては不都合な『トゥルーシネス』であると考えていた」。
ニューヨークタイムズとシカゴトリビューンはこの夕食会を報じたが、コルベアの発言については記事にしなかった。ロイターやAPなどの通信社は夕食会の記事でどちらもコルベアの演目に3段落を割いた。ワシントンポストは記事中で繰り返しコルベアに言及している。紙面で非常に大きく取り上げたのはUSAトゥデイで、ブッシュとブリッジスのコントよりもはるかに分量が多かった。夕食会の翌日には、CNNのテレビ番組『Reliable Sources』がこのコルベアのスピーチ映像を放送し、ハワード・カーツがコメントした。フォックスのニュース番組『Fox & Friends』ではコメンテーターたちがあのスピーチは「一線を越えている」とコルベアを非難した。夕食会の前から（その後も）『コルベア・レポート』のターゲットになることの多かったタッカー・カールソンは、MSNBCに持っている自分の番組『Tucker』で、コルベアのことを「面白くなかった」と一蹴した。
最初期のメディア報道の大半にいえることは、ブッシュとブリッジスに対する反応（非常に好意的）とコルベアに対する反応（ほとんど黙殺的）の温度差である。「大統領にはやられた。毎度のことだが、とても真似できない」とコルベアも語った。またスピーチについては、会場の冷めた反応は実際には「非常にまじめに聞いてくれたがゆえの静寂」であったと冗談をいいつつ、スピーチが終わると席に戻る準備ができる前から聴衆が「自分を肩にかついで連れ出すかのような」空気だったと表現した。かつてコルベアも出演していた『ザ・デイリー・ショー』では、ホストのジョン・スチュワートが「コルベアは我々の誇りだ、すげえぜ！」とコメントした。
ニューヨーク・デイリーニュースのゴシップ・コラムニスト、ロイド・グルーブはコルベアのスピーチが「最悪」だったと評価したが、BETの創設者ボブ・ジョンソンは「あそこにいたのは全員身内だ。これ以上ないほどの関係者だけの集まりだった。〔コルベアは〕内輪受けの笑いをやらなかったということだ」と語っている。コングレッショナル・クォータリーのコラムニストでCBSのコメンテーターでもあるクレイグ・クロフォードは、彼のパフォーマンスは非常に笑えるものだったが、夕食会の出席者のほとんどは楽しんでいるようにはみえなかったと証言している。タイム誌のテレビ評論家であるジェームス・ポニーウジクは、コルベアの批判は的外れだったと論じている。「会場を見ずに、後からインターネットで見るであろう大勢の人を相手にスピーチをしていたというのが僕の考えだ。いずれにせよ、会場を敵に回していた」。また、ポニーウジクは気分を害して不愉快そうにしている会場の反応を「マネーショット」（金になる決定的瞬間）と表現し、結局「やりたかったのはそれだった」と述べている。
コルベアのスピーチは大うけしたのに、記者たちからは冷たくあしらわれているように見えることに批判的なコメントもあった。ましてコルベアは夕食会の余興のメインとなるコメディアンとして呼ばれていたのにである。ワシントンポストのコラムニスト、ダン・フルームキンはこの現象を「コルベア管制」と呼び、彼を無視して「とにかく無難な」ブッシュ大統領とブリッジスのやりとりを話題にした既存メディアをこき下ろした。デモクラシー・ナウのエイミー・グッドマンは初期の報道ではコルベアが完全に無視されていたと証言している。コロンビア大学ジャーナリズム大学院のトッド・ギトリン教授は「論じるにしても激しすぎた。〔コルベアは〕ブッシュを酷評していたが、言葉をさしはさむ余地のないほど激しいものだった。〔主流メディアは〕的を射ていてもあれほど攻撃的な批判を論じる術を持っていない」と語っている。
メディアによる意図的な隠蔽と見る向きは上記に尽きている。ワシントンポストで「メディア・バックトーク」欄を担当するハワード・カーツは、なぜ同紙がコルベアのスピーチについて深入りしないのかという質問に答えて、「ある意味で問題は締め切りと言っていいかもしれない。コルベアに出番が回った10時30分にはすでに印刷機が回っているのだから、記事はその時点までにあらかた書かれているわけです」と述べている。ニュース番組がブッシュとブリッジスのやりとりを好んで放送したことについても、コロンビア大学ジャーナリズム大学院の副学部長で「60ミニッツ」の元プロデューサーであるエリザベス・フィッシュマンは、MTVに対して、テレビ番組は「クイックヒット」を決めたいからブッシュがものまねタレントと並んでいる映像を使うのであり「視覚に訴えかける画を使うほうが簡単」なだけだと語っている。夕食会を主催したホワイトハウス記者団の団長でC-SPANの政治部記者であるスティーヴ・スカリーは、メディアが意図的にコルベアを無視したという考えはまったくありえないと一蹴している。彼いわく「ブッシュはスティーヴ・ブリッジスと共演してホームランを打ったからメディアの注目をさらっただけだ。私が思うに過剰な期待があったんだろう。右翼の陰謀も左翼の陰謀もないよ」。タイム誌のコラムニスト、アン・マリー・コックスもマスコミがわざと隠蔽したのだという説を否定しており、コルベアのパフォーマンスをニューヨークタイムズやワシントンポストだけでなく大手通信社も取り上げていることを反例に挙げている。同僚であるハワード・カーツも彼女に賛同している。なぜならコルベアのスピーチ動画はC-SPANで継続的に放映されているし、オンラインでも問題なく閲覧可能だからである。カーツは自分の番組でも動画を取り上げて、「どうやら僕のところまでその〔隠蔽の〕指示はまわってないようだね」と語っている。
ニューヨークタイムスは2006年5月3日付けの記事でこの騒動について言及しており、自社も含めた主要メディアがコルベアのスピーチよりもブッシュとブリッジスのやりとりを大きく取り上げて批判を受けたことを認めている。またコルベアのスピーチの中でも大統領への批判としてより本質に迫っている箇所を引用するとともに、様々な方面からの反応について論じていた。さらに5月15日には同紙のパブリックエディターであるバイロン・カレームが自身のブログに、200人を超える読者から、夕食会を初めて大きく取り上げた記事にコルベアへの言及が抜け落ちていたことに対する不満が寄せられていると書いている。さらにカレームはワシントン副支局長の意見を引用して、最初の記事ではコルベアのことを公平に取り上げたといえるほどの分量が紙面に割かれていなかったとも述べていた。夕食会が開催されてから時をおかずに、同じ紙面でコルベアのスピーチを特に掘り下げて記事を掲載すべきだったというのが彼の意見である。

## インターネットの反応
コルベアのスピーチを生で聞いていた会場にとっては「一気に現実に引き戻された」ようなものだった。しかしその映像は数えきれないサイトでさまざまに手を加えられてバイラルビデオとして拡散され、インターネット上では一晩のうちにセンセーションを巻き起こしたため、そうしたサイトにはアクセスがアクセスが殺到した。CNETのサイトNews.comによれば、彼のスピーチは「インターネットでも屈指の流行をみせたパフォーマンス」になったのである。Yahoo!でのコルベアの検索数は60倍弱にもなった。Googleでもスピーチから数日は、C-SPANの検索数がジェニファー・アニストンの2倍になるという珍しい事態が出現し、同様にコルベアに関連する検索数も急増した。ニールセン・バズメトリクスは2006年に投稿されたブログ記事の中で、この動画の投稿が全体で2番目に人気だったと分析している。YouTubeでも最も見られている動画の上位3位を彼のスピーチが独占し、関連動画をあわせると48時間以内に270万回再生を記録した。チャンネルとしては未曽有の事態になったことから、C-SPANはYouTubeやiFilmに非公式の動画を削除するように要請したが、すぐにGoogle Videoがこの動画の再配信に関して独占権を取得しため、その後2週間にわたってGoogleの「最も人気の動画」のトップかそのすぐ下に表示された。
エディター&パブリッシャーもオンライン雑誌のサロンも、早い段階からコルベアのスピーチを充実した内容で記事にしたことで、公式サイトは史上最多と史上2番目の訪問回数を記録した。夕食会翌週の火曜にはコルベアによるブッシュのロースト（いじり、からかい）についてのブログ記事はあらゆるトピックを横断して70,000記事を超え、検索ブログTechnoratiではコルベアの名が何日にもわたって検索数上位に掲載された。シカゴサン・タイムスのテレビ評論家ダグ・エルフマンは、インターネットが本来であればそのままやり過ごされていたかもしれない夕食会の情報を拡散したことを認め、「政治ブログ界隈の巨人デイリー・コスがそうであるようにインターネットはなおリベラルの牙城であり、夕食会に出席した主要メディアの記者が爆発力を秘めたコルベア演説を言葉僅かに報じるのとほぼ同時に、インターネットは真実を探り当てつつあった」とエルフマンは述べている。夕食会から3週間後にコルベアのスピーチのオーディオはiTunes Music Storeで販売が始まり、レッド・ホット・チリ・ペッパーズやパール・ジャム、ポール・サイモンの新曲を抑え、売り上げNO.1の音楽（アルバム）になった。録音をiTunesで販売したAudible.comのCEOは、その成功について「あの場にいたら絶対わからなかった」と語っている。その後このオーディオは5か月にわたってiTunesのダウンロードランキングのトップに君臨した。

## 受容

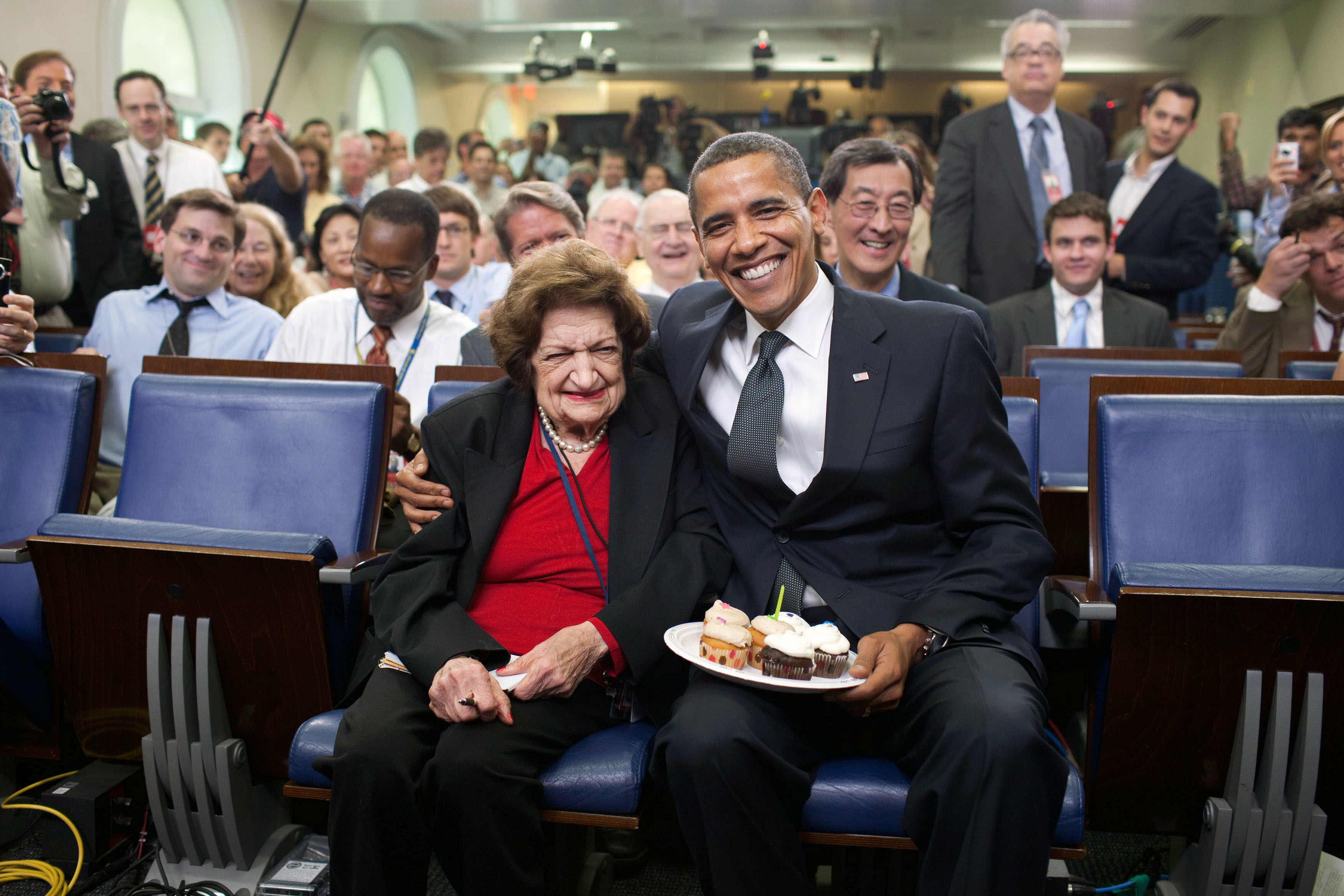
オバマ大統領とホワイトハウスの名物記者で「報道官コルベア」を追いつめたヘレン・トーマスと記者たち

コルベアのスピーチが報道されると、様々な反応を巻き起こした。彼の諷刺の対象となったホワイトハウスの政治家からも記者団からも否定的な反応であった。特に記者のほうは、コルベアは「大コケした」とさえ考えていた。ワシントンポストのコラムニスト、リチャード・コーエンは「下手であるばかりか侮辱的だ」と感じたという。コーエンはコルベアが「無礼」であり「威張り散らした」とも書いている。民主党下院のステニー・ホイヤーも度が過ぎていたと受け止めており、議会紙のザ・ヒルにブッシュは「アメリカ合衆国の大統領であり、最低限の敬意は払うべきだ」と語った。保守派の論客メアリー・マタリンは、コルベアのパフォーマンスは「予測の範囲内で、ユーモアも交えたブッシュ・バッシングの一種」と表現している。コラムニストのアン・マリー・コックスはコルベアを英雄視する見方を厳しく批判し、「ブッシュがそれまでにああいった批判を耳にしたことがないというのにはいささか疑問」であり、さらに「コメディアンの仕事は一つの政治的見解ではあるが、政治的行動ではない」とも述べている。
ジョン・スチュワートは「デイリー・ショー」の中で皮肉をこめて「どうも〔コルベアは〕毎晩テレビでやっているとおりの事をするために雇われたと思い込んでいたようだ」と語った。コメディアンには政府に対するジョークを期待されていたのだが、2006年の夕食会が開かれたのは政府とメディアの関係性が張りつめていた時期で、政府は批判に対して敏感になっていた。弁護士で作家のジュリー・ヒルデンによれば、コルベアの「敵意に満ちたパロディ」は文脈が違えば偏っているともみなされかねなかったが、当時のブッシュ政権は批判的報道を封じ込めようとした前科があり、チャンスがあれば彼を批判しようとしていた人にとってはそれを正当化する機運に満ちていた。メディア監視団体ディア・マターズ・フォー・アメリカと放送業界誌エディター＆パブリシャーズはコルベアの擁護にまわり、彼を中傷する人間は偽善的だと批判した。そこで比較のために持ち出されたのが、2004年に同じように記者会主催で開かれた夕食会で、物議をかもしたブッシュ発言を多くのメディア関係者が賞賛した過去との落差である。この夕食会でブッシュは自分が大統領執務室で大量破壊兵器を探すスライドに「そういう大量破壊兵器もどこかにはきっとあるだろう！」「いーや、そっちには何もないね！」とナレーションをあてる余興をしていたのである。
カナダ放送協会の「ニュース・オンライン」を担当するコラムニスト、ヘザー・マリックによれば「コルベアはウィットだけでなく、カエサルを殺したブルータスにマルクス・アントニウスがふるったような、きらりとひかる勇気を持っていた。アメリカのマスコミが自縄自縛に陥っていたので、コルベアが強烈な褒め殺しでブッシュをこき下ろさねばならなかった」。コメディアンであり後に民主党上院議員となるアル・フランケンは、ビル・クリントン政権の時代に2度同じような夕食会でパフォーマンスを披露しているが、コルベアがやり遂げたことについても畏敬の念を抱いている。ニューヨーク誌は年末号でコルベアのパフォーマンスを2006年に最も「輝いた」瞬間の1つに挙げている。
翌2007年の同じ夕食会では、ホワイトハウス記者協会はより無難なリッチ・リトルを再び招待した。アリアナ・ハフィントンによれば、コルベアは自分のパオーマンスに対する批評を努めて読まないようにしていたので、世間の反応については知らずにいたと彼女に話していたという。2007年6月13日、コルベアはケーブルテレビ局のスパイクTVが主催するガイズ・チョイス・アワードで「最も根性のある行動」(Gutsiest Move)章を受章し、ビデオ会議を通じて表彰された。6か月後にはユーヨークタイムズのコラムニスト、フランク・リッチがコルベアのテーブルスピーチを「カルチャーの予備選挙」に位置付け、2006年の中間選挙を「決定づけた瞬間」と呼んだ。さらに3年と半年後にもフランク・リッチはこのスピーチをとりあげ「素晴らしい」「この国にとっても良かった」と述べ、コラムニストのダン・サヴェージは「ブッシュ政権という暗黒時代にあって自分のような人間を正気に保ってくれたものの1つ」と呼んだ。ザ・リアリスト誌のポール・クラスナーは、2010年にコルベアのスピーチを歴史的文脈に照らし、現代アメリカにおいてレニー・ブルース、ジョージ・カーリン、リチャード・プライヤーに比肩する風刺の精神をもった稀有の例として際立っているとたたえた。比較対象になったコメディアンたちはいずれも、「今日のコメディアンがそうであるように、誇らしげにただ知恵を働かせるのではなく」危険を冒して表現の自由のために壁を突破した人間たちであり、そこにコルベアの名も並べられるということである。